# The Gray Man (romanzo)
The Grey Man è il romanzo d'esordio di Mark Greaney, pubblicato per la prima volta nel 2009 da Jove Books. È anche il primo romanzo a presentare l'Uomo Grigio, assassino freelance ed ex agente della CIA, Court Gentry.
Il romanzo segue Gentry in missione attraverso l'Europa per salvare il suo gestore, Sir Donald Fitzroy, e la sua famiglia in Normandia, in Francia, da Lloyd, un membro di una gigantesca società francese ed ex ufficiale della CIA che vuole che Gentry venga licenziato per pascere un miliardo -accordo in dollari per interessi petroliferi in Nigeria, dove il suo presidente, a sua volta, vuole che Gentry sia morto per l'assassinio di suo fratello.

## Adattamento cinematografico
Ci sono stati diversi tentativi di trasformare il romanzo in un film, inizialmente con Christopher McQuarrie, assegnato alla regia nel 2016. 
Dopo il fallimento di quella versione, il progetto è rimasto inattivo fino a luglio 2020, quando Netflix ha annunciato i suoi piani per adattarlo. Joe e Anthony Russo dirigeranno, con Joe Russo che scriverà anche la sceneggiatura, e Christopher Markus e Stephen McFeely che eseguiranno una riscrittura.
Ryan Gosling, Chris Evans, Ana de Armas, Dhanush, Wagner Moura, Julia Butters e Jessica Henwick sono gli attori e attrici scelti per interpretare i personaggi, con le riprese che inizieranno nel 2021 con un budget di 200 milioni di dollari.   